# E404 (trasa europejska)
Trasa europejska E404 – trasa europejska kategorii B, położona w całości na terytorium Belgii. Łączy miasta Jabbeke i Zeebrugge, tym samym łącząc trasy główne (kategorii A) E40 i E34. Długość trasy wynosi 24 km.